# Mazda MX-5 Miata HV Hydrogen Vehicle
La Mazda MX-5 HV est un prototype du constructeur automobile Japonais Mazda datant de 1993.
HV pour Hydrogen Vehicle, signifie Véhicule à Hydrogène. Il s'agit en fait d'une variante du petit cabriolet Mazda MX-5 de première génération dont la particularité réside dans l'utilisation d'une motorisation par pile à combustible utilisant un moteur à piston rotatif à deux rotors d'1,3 l pour 118 ch emprunté à la Mazda RX-7 et alimenté en hydrogène.

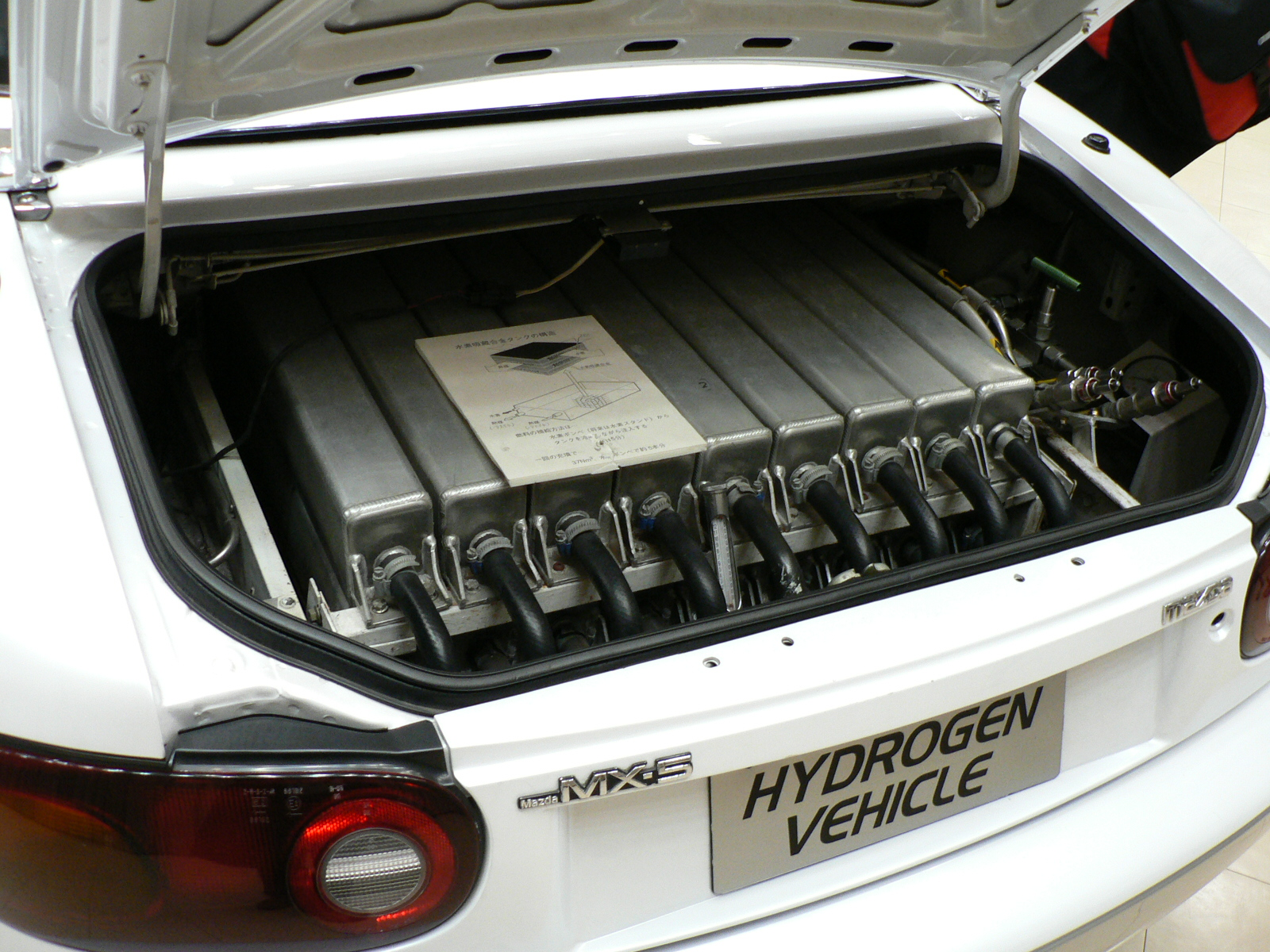
Le coffre de la Mazda MX-5 HV.